# Lithocarpus braianensis
Lithocarpus braianensis är en bokväxtart som beskrevs av Aimée Antoinette Camus. Lithocarpus braianensis ingår i släktet Lithocarpus och familjen bokväxter.

## Underarter
Arten delas in i följande underarter:
- L. b. braianensis
- L. b. brevipes